# CA Technologies
CA Technologies (anteriormente Computer Associates International ou CA) foi uma empresa de software estadunidense, fundada em Nova Iorque por Charles Wang em 1976 sob a denominação Computer Associates International. Fabricante do Compilador da Linguagem de Programação Clipper, muito utilizado por programadores na década de 90.
A companhia se tornou uma das maiores corporações independentes de software do mundo, chegando a ser a segunda maior. A empresa criou softwares de sistemas (e, por algum tempo, softwares de aplicativos) que eram executados em mainframe IBM, computação distribuída, máquina virtual e ambientes de computação em nuvem. Em 2000, a Computer Associates havia adquirido cerca de 200 empresas. Em 2001, a Computer Associates era a quarta maior entre as empresas de software independentes e contava com 18.000 funcionários.
Em 2018, a empresa foi adquirida pela Broadcom, uma fabricante de semicondutores, por quase US$ 19 bilhões. No mesmo ano, a empresa mantinha escritórios em mais de 40 países e empregava aproximadamente 11.300 pessoas.

## História
A Computer Associates teve suas origens na Suíça e nos Estados Unidos. Samuel W. Goodner era um texano que trabalhava para a empresa University Computing Company (UCC) do empresário americano Sam Wyly. A UCC havia adquirido a empresa suíça de serviços de informática Automation Center, fundada pelo empresário suíço Walter Haefner, e Wyly enviou Goodner para a Europa para supervisioná-la. Em 1970, a UCC estava passando por dificuldades financeiras e Goodner, que admirava algumas das práticas de gerenciamento de Haefner, decidiu sair e abrir sua própria empresa, que se dedicaria ao desenvolvimento de produtos de software. A Computer Associates A.G. foi fundada em 1970 por Goodner em Zurique, na Suíça.
Enquanto isso, sob pressão regulatória em 1969, a IBM anunciou sua decisão de separar a venda de hardware de computador de seu software e serviços de suporte. A decisão abriu novos mercados para a concorrência e proporcionou uma oportunidade para os empresários entrarem no nascente setor de software  — uma oportunidade que Goodner procurou explorar desenvolvendo e vendendo produtos de software para o mercado de mainframe da IBM.
A Computer Associates estava subfinanciada, mas tinha como cliente a gigante farmacêutica suíça Hoffmann–La Roche e havia desenvolvido um programa de ordenação para ela. A nova ordenação tinha eficiência superior, e, a partir de 1971, a Computer Associates começou a vender na Europa o pacote CA-SORT como um substituto plug-in para o IBM Sort nas plataformas de mainframe IBM System/360 e System/370. A empresa buscou vender em outros países além da Suíça e criou uma holding para esse fim; foram contratados distribuidores em diferentes países europeus, alguns dos quais seriam adquiridos pela Computer Associates. Em 1971, a Computer Associates International foi descrita como tendo sede em Genebra, e Genebra seria sua sede até o final da década de 1970. Então, em meados de 1974, O CA-SORT começou a ser distribuído e vendido nos Estados Unidos pela Pansophic Systems, sob o nome de Pansort.
Na cidade de Nova York, a Standard Data Corporation era uma empresa que atuava principalmente no ramo de bureau de serviços para processamento eletrônico de dados. Uma das primeiras empresas desse tipo, existia desde 1959, e estava localizado na 1540 Broadway, em Manhattan. Em 1973, a Standard Data começou a oferecer o produto SYMBUG para venda, que era um depurador para a linguagem de programação COBOL na plataforma VM/370 do IBM mainframe. Além disso, em outubro de 1974, a Standard Data estava anunciando vários outros produtos para o VM/CMS, incluindo o VM/370 ISAM, uma emulação do OS ISAM no VM/CMS, bem como o SYMBUG para outras linguagens. Por fim, a Standard Data criou uma Divisão de Produtos de Software, da qual Charles B. Wang era vice-presidente. Wang também procurou tirar proveito da decisão de desagregação da IBM, desenvolvendo e comercializando produtos de software para o mainframe da companhia.
Em janeiro de 1976, foi assinado um acordo pelo qual a Pansophic Systems renunciou aos direitos do CA-SORT nos EUA e a Standard Data Corporation assumiu esses direitos exclusivos e, ao fazê-lo, restaurou o nome do produto à sua forma europeia. A Standard Data também obteve os direitos nos EUA de um gerador de relatórios chamado EARL (Easy Access Report Language).

### Anos 1970
Em outubro de 1976, foi anunciada uma fusão entre a Computer Associates International e a Divisão de Produtos de Software da Standard Data Corporation, criando uma nova entidade, com Wang como presidente. É, portanto, para 1976 que a criação do que se tornaria a conhecida empresa Computer Associates é geralmente datada.
Pouco depois, o nome do novo empreendimento americano apareceria como Trans-American Computer Associates, no sentido de que, em setembro de 1977, os anúncios da empresa eram protegidos por direitos autorais da Trans-American Computer Associates, enquanto o CA-SORT 77 era protegido por direitos autorais da Computer Associates International.
Em 1980, a Computer Associates International tinha cerca de 300 funcionários em todas as suas localidades ao redor do mundo e estava vendendo 12 produtos diferentes para o que dizia ser 9.000 locais de instalação de clientes diferentes. As vendas dos Estados Unidos eram o maior mercado para a empresa. Em 1980, Wang comprou a matriz suíça e a Computer Associates International se tornou sua subsidiária.

### Anos 1980
A Computer Associates teve uma IPO em 1981 que rendeu à empresa modestos 3,2 milhões de dólares. Em 1987, as ações da empresa começaram a ser negociadas na Bolsa de Valores de Nova York (NYSE).
A primeira aquisição significativa na história da CA ocorreu em 1982, quando ela se fundiu com a Capex Corporation, resultando em um aumento de 50% na receita da CA. Tanto a CA quanto a Capex fabricavam produtos de software para o IBM mainframe. Em geral, a aquisição da Capex foi considerada bem-sucedida. Foi o início do que viria a se tornar uma onda de compras para a Computer Associates nos anos seguintes. A empresa se especializou em ir atrás de software de mainframe de terceiros.
No final da década, a CA tornou-se a primeira empresa de software, depois da Microsoft, a ultrapassar US$ 1 bilhão em vendas. A InformationWeek listou a Computer Associates à frente da Microsoft em um resumo de 1990 intitulado "Software's Heavy Hitters.".
Em 1998, uma oferta de aquisição hostil malsucedida para a empresa de consultoria em informática Computer Sciences Corporation (CSC) levou a um processo de suborno pelo presidente da CSC, Van Honeycutt, contra o fundador e então CEO da companhia, Charles Wang.

### Escândalo contábil
Em 2000, uma ação coletiva dos acionistas acusou a empresa de ter declarado erroneamente mais de US$ 500 milhões em receita nos anos fiscais de 1998 e 1999 para inflar artificialmente o preço de suas ações. Em 2001, houve uma batalha por procuração entre a diretoria e os acionistas, liderada por Sam Wyly, que estava insatisfeito com a forma como a CA estava sendo administrada e, principalmente, com o tratamento dado à Sterling Software, que havia adquirido. Wyly não estava tentando comprar a empresa, mas sim fazer com que os acionistas elegessem um novo conselho de administração que o incluísse como presidente. Wyly tinha esperanças de atrair Haefner, pois seu relacionamento comercial remontava à década de 1960, mas Haefner permaneceu fiel a Wang. No final, as duas tentativas de Wyly fracassaram; ele desistiu da luta em 2002 e recebeu um pagamento de US$ 10 milhões que foi caracterizado como "chantagem" por alguns analistas do setor.
Enquanto isso, no início de 2002, era de conhecimento público que a Comissão de Valores Mobiliários (SEC) e a Procuradoria-Geral dos Estados Unidos para o Distrito Leste de Nova York haviam iniciado investigações sobre a participação da CA em fraudes contábeis. A CA teve que cancelar um plano para refinanciar sua dívida depois que o Moody's Investors Service indicou que poderia rebaixar a classificação de crédito da empresa. Mais tarde, em 2002, o Departamento de Justiça dos Estados Unidos limitou as aquisições da CA.
A investigação da SEC resultou em acusações contra a empresa e alguns de seus ex-executivos. A SEC alegou que, de 1998 a 2000, a CA manteve rotineiramente seus livros abertos para incluir a receita trimestral de contratos executados após o término do trimestre, a fim de atender às expectativas dos analistas de Wall Street. Como escreveu um relato da Wharton School da Universidade da Pensilvânia, "A SEC disse que a meta era atingir ou superar as estimativas de lucros por ação dos analistas de Wall Street, o que é fundamental para manter o preço das ações de uma empresa em alta. [...] No total, a empresa divulgou prematuramente US$ 3,3 bilhões em receitas de 363 contratos de software. [...] Além disso, os próprios executivos da Computer Associates eram grandes acionistas e muitos detinham enormes blocos de opções de ações. Portanto, eles tinham uma grande participação financeira no preço das ações e, portanto, um incentivo para inflar os resultados.".
Após a mudança na liderança executiva, incluindo a renúncia do então CEO Sanjay Kumar, a empresa reformulou seus ganhos de 2000 e 2001 devido às políticas de receitas não aceitas. Na mesma época, em 2004, a empresa evitou ser indiciada por envolvimento no escândalo contábil ao chegar a um acordo com a SEC e o Departamento de Justiça, no qual a CA concordou em pagar US$ 225 milhões em restituição aos acionistas e reformar sua governança corporativa e controles de contabilidade financeira.
Oito executivos da empresa se declararam culpados de acusações de fraude ou obstrução da justiça, e vários foram condenados a prisão. Mais notavelmente, em 2006, o ex-CEO e chairman Kumar foi condenado a 12 anos de prisão e multado em US$ 8 milhões por seu papel na fraude contábil da Computer Associates. Posteriormente, a empresa fez mudanças radicais em praticamente todos os seus cargos de liderança sênior. No total, a empresa gastou mais de US$ 500 milhões em investigações e multas.

### Anos 2000
Em 2001, a Computer Associates era a quarta maior entre as empresas de software independentes e tinha 18.000 funcionários. As tentativas de diversificação do negócio de mainframe não tiveram muito sucesso.
A empresa era fornecedora de programas de software comercial antivírus e de segurança na Internet para computadores pessoais durante seu empreendimento no mercado business-to-consumer. Em 2011, a CA vendeu suas propriedades de antivírus para a Updata Partners, que dividiu a divisão como Total Defense. Após a cisão, a CA voltou a ser conhecida principalmente por seus aplicativos de infraestrutura de tecnologia da informação distribuídos (cliente/servidor, etc.) e de business-to-business.

### Aquisição pela Broadcom

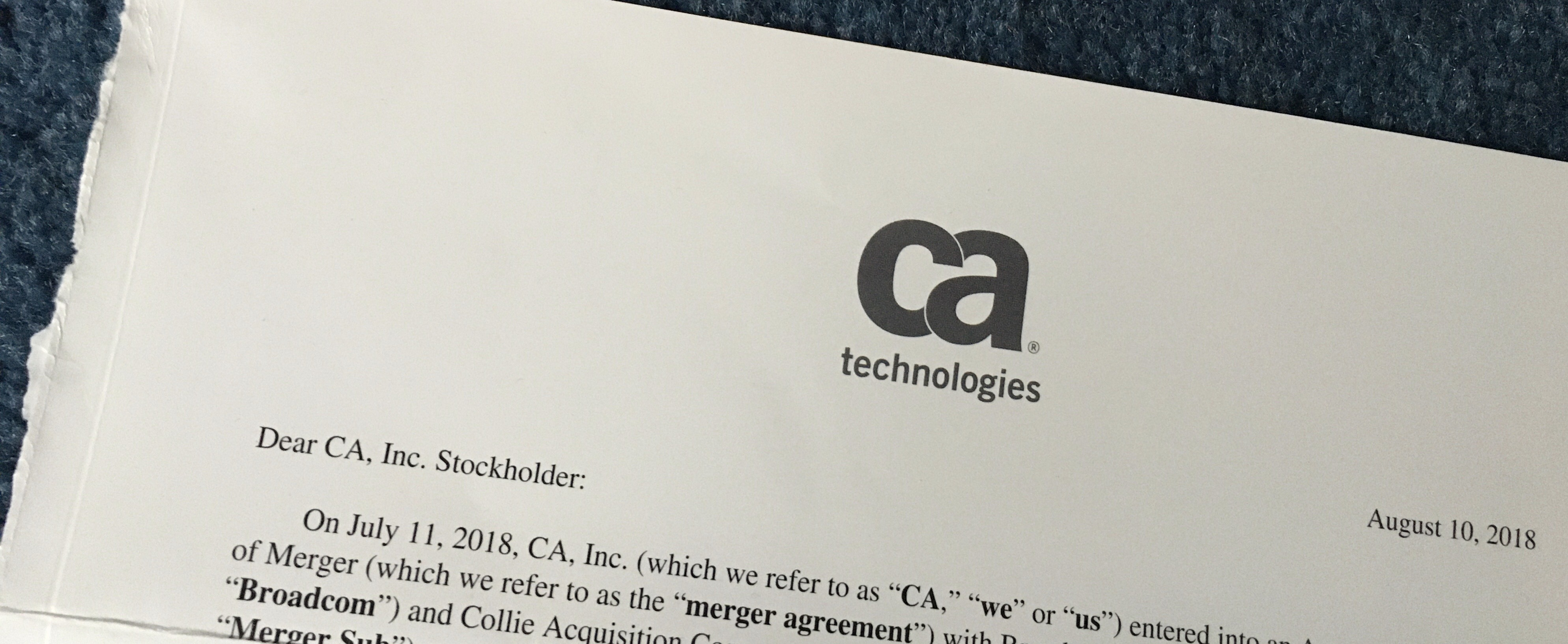
Carta aos acionistas solicitando a aprovação da aquisição pela Broadcom

Em 11 de julho de 2018, a Broadcom anunciou que adquiriria a CA Technologies por US$ 18,9 bilhões em dinheiro. Mike Gregoire, diretor da CA, disse: "Essa combinação alinha nossa experiência em software com a liderança da Broadcom no setor de semicondutores." A aquisição intrigou alguns observadores do setor, já que os negócios das duas empresas pareciam ter pouco em comum. Um analista reconheceu que a Broadcom poderia gerar caixa com as operações da CA, mas comentou: "Financeiramente, isso pode fazer sentido. Mas qual é a lógica estratégica?" O The Register a chamou de "a aquisição mais estranha de todos os tempos". A transação foi concluída em 5 de novembro de 2018.